# Frida Höglund
Frida Marie Lundblad fd Höglund, född 8 mars 1982, är en svensk fotbollsspelare, försvarare, ingenjör och entreprenör. Spelar fotboll i Jitex BK. När hon avslutade sin karriär i fotboll påbörjades en futsalkarriär som lagkapten IFK Göteborg där hon var med och tog två SM guld, 2020 och 2021. Hon var lagkapten i svenska landslaget i futsal från starten 2018 tills hon avslutade sin karriär 2021. Det blev 16 A landskamper totalt. Frida är tech-entreprenör och grundade Kollarna.se 2016 som var en av de första digitala vårdgivarna. Bolaget såldes till Doktor.se 2022, Frida driver fortfarande Kollarna.se tillsammans med sina medgrundare Matilda Lundblad och Viktor Sellman. 
|  |  |

## Klubbar
- Jitex BK, (2010-)
- AIK, (2007-2009)[1]
- Kopparbergs/Göteborgs FC, (2001-2006)[2]
- Jitex BK (-2000, moderklubb)

## Meriter
- 20 st F19-landskamper, fotboll
- 3 st F17-landskamper, fotboll
- 16 st A landskamper, futsal

Källa (2011-02-16): http://www.efd.nu/default.asp?page=99&forening=jitex>